# Morti nel 720
| Questa pagina contiene informazioni ricavate automaticamente dalle voci biografiche con l'ausilio del template Bio e di un bot. L'aggiornamento è periodico e automatico e ricostruisce completamente la pagina. Se manca una persona in questa lista, sei pregato di non aggiungerla, ma accertati piuttosto che la sua voce biografica contenga il template Bio e che i dati anagrafici siano correttamente compilati. Se il template Bio manca, inseriscilo tu stesso o, in alternativa, metti l'avviso {{tmp\|Bio}} che ne segnala la mancanza. Se i dati riportati sono sbagliati, correggi direttamente la voce biografica; le modifiche saranno visibili in questa lista entro pochi giorni. Per chiarimenti vedi il progetto biografie. La lista contiene solo le 7 persone che sono citate nell'enciclopedia e per le quali è stato implementato correttamente il template Bio. Pagina aggiornata al 13 gen 2025. |

- 13 settembre - Fujiwara no Fuhito, politico giapponese (n. 659)
- 10 dicembre - Tommaso di Farfa, abate e santo franco
- Idwal Iwrch ap Cadwaladr, sovrano gallese
- Omar II ibn 'Abd al-'Aziz, politico e condottiero arabo
- Ottilia di Hohenbourg, badessa e santa franca (n. 660)
- Yazid ibn al-Muhallab, funzionario e politico arabo (n. 672)
- Tariq ibn Ziyad, generale berbero (n. 670)